# Aleksander Wielopolski
Aleksander Wielopolski (Sędziejowice, Voivodato de Santa Cruz, 13 de marzo de 1803 - Dresde, 30 de diciembre de 1877) fue un estadista y noble polaco con el título de marqués de Gonzaga-Myszkowski.

## Biografía
Durante su juventud fue educado en Viena, Varsovia, París y Gotinga. En 1830 fue elegido miembro de la dieta polaca como conservador y a principios del año siguiente fue enviado a Londres en una misión diplomática con el propósito de que el Reino Unido ayudara a los ejércitos polacos que luchaban en el conflicto generado por el Levantamiento de Noviembre o al menos hiciera de mediador; pero el resultado de su misión solo conllevó a la publicación de un folleto informativo relacionado con el suceso llamado Mémoire présenté a Lord Palmerston, publicado en Varsovia ese mismo año. 
Tras la conclusión de la rebelión, Wieloposki regresó a Polonia para dedicarse exclusivamente a la gestión y cultivo de sus terrenos y a la lectura. En 1845, ocurrió una revuelta de campesinos en Galitzia en donde éstos asesinaron a varios terratenientes polacos; la cual fue atribuida al gobierno austríaco. Debido a ello, Wieloposki redactó una carta dirigida al príncipe Metternich; en la cual probó que la nobleza austríaca actuaba en connivencia con el gobierno ruso con respecto a los sucesos ocurridos. 
En 1861, cuando el zar Alejandro II dispuso realizar ciertas concesiones políticas y flexibilizar la autonomía del Zarato de Polonia; Wieloposki fue elegido presidente y administrador del dinero público, así como presidente del Consejo de Estado. Wieloposki al darse cuenta de la existencia del ambiente político radical y las crecientes amenazas de una revolución nacionalista polaca, él decretó el servicio militar obligatorio de los jóvenes varones desde los veinte años en el Ejército Ruso, motivando así el Levantamiento de Enero de 1863; la cual es causa de la renuncia de sus cargos políticos en junio de ese mismo año. 
Tras abandonar su carrera política, decidió retirarse en Dresde, donde falleció el 30 de diciembre de 1877 por causa de un aneurisma. Su cuerpo, sin embargo, fue llevado a Polonia. Está enterrado en la cripta de la iglesia del Espíritu Santo en Młodzawy Małe.